# 邱喜耀
邱喜耀（英語：Kenneth Yau Hei Yiu，1957年9月10日—）是香港資深新聞工作者。他在1980年無綫新聞部任職記者及主播，並與陳立志（財經組第一代負責人）、伍健強一同成為首批財經記者/主播。及後，於1987年轉投亞洲電視主播，1995年榮升助理新聞總監，1997年升為副新聞總監，1998年升為新聞總監，其後辭職。1999年起於廉政公署工作。他主要負責傳訊及有關廉政公署資料。
2011年10月1日，邱氏離開廉署加入平等機會委員會出任公共傳訊及推廣總監，2年後已經轉職香港賽馬會工作，出任機構傳訊總監，2015年10月1日轉投星島新聞集團任副營運總裁，2年後升任營運總裁。